# 王慶祖
王庆祖（？—529年），北魏燕州人。
北魏孝庄帝元子攸永安二年（529年）二月，王庆祖在上党郡（今山西省长治市）聚众起兵反魏，自称为王，柱国大将军尔朱荣讨伐擒获了王庆祖。